# Melanagromyza drakensbergi
Melanagromyza drakensbergi este o specie de muște din genul Melanagromyza, familia Agromyzidae, descrisă de Spencer în anul 1965. Conform Catalogue of Life specia Melanagromyza drakensbergi nu are subspecii cunoscute.